# Амбакойн
Амбакойн (AmbaCoin) — официальная криптовалюта Амбазонии. В её основе лежат «богатые природные ресурсы» сепаратистского региона. AmbaCoin был запущен в 2018 году, а ICO длилось с декабря 2018 по 2019 год. Правительство Амбазонии утверждает, что вся прибыль идёт на борьбу за независимость и гуманитарную помощь.

## Перспективы
В 2018 году амбакойн был создан с намерением стать официальной валютой Амбазонии. Несмотря на то, что амбакойн является криптовалютой, её нельзя использовать в качестве официальной валюты из-за того, что многие амбазонцы не имеют доступа к интернету, имеют низкую интернет-грамотность и отсутствие надлежащей инфраструктуры электроснабжения; большинство жителей практически не имеют доступа к электричеству. По этой причине, если будет достигнута независимость, необходимо будет ввести новую валюту для повседневных транзакций и деловых вопросов. Было предложено несколько названий, но ни одно из них не было принято официально. Например, предложены были следующие наименования: амба, амбазонский шиллинг, амба-доллар, южнокамерунский фунт, амбазонский каури (историческая валюта, которая обращалась вдоль побережья Западной Африки, в основном торговцами, до колонизации Африки), ньянги, амбазонский динар, амбазонский квид и Западноафриканское эко (при условии, что Амбазония присоединится к ЭКОВАС, а также к Западноафриканской валютной зоне в случае достижения независимости или после этого события).